# Trigonia macrantha
Trigonia macrantha là một loài thực vật có hoa trong họ Trigoniaceae. Loài này được Warm. miêu tả khoa học đầu tiên năm 1875.